# Centre hospitalier Montfavet Avignon

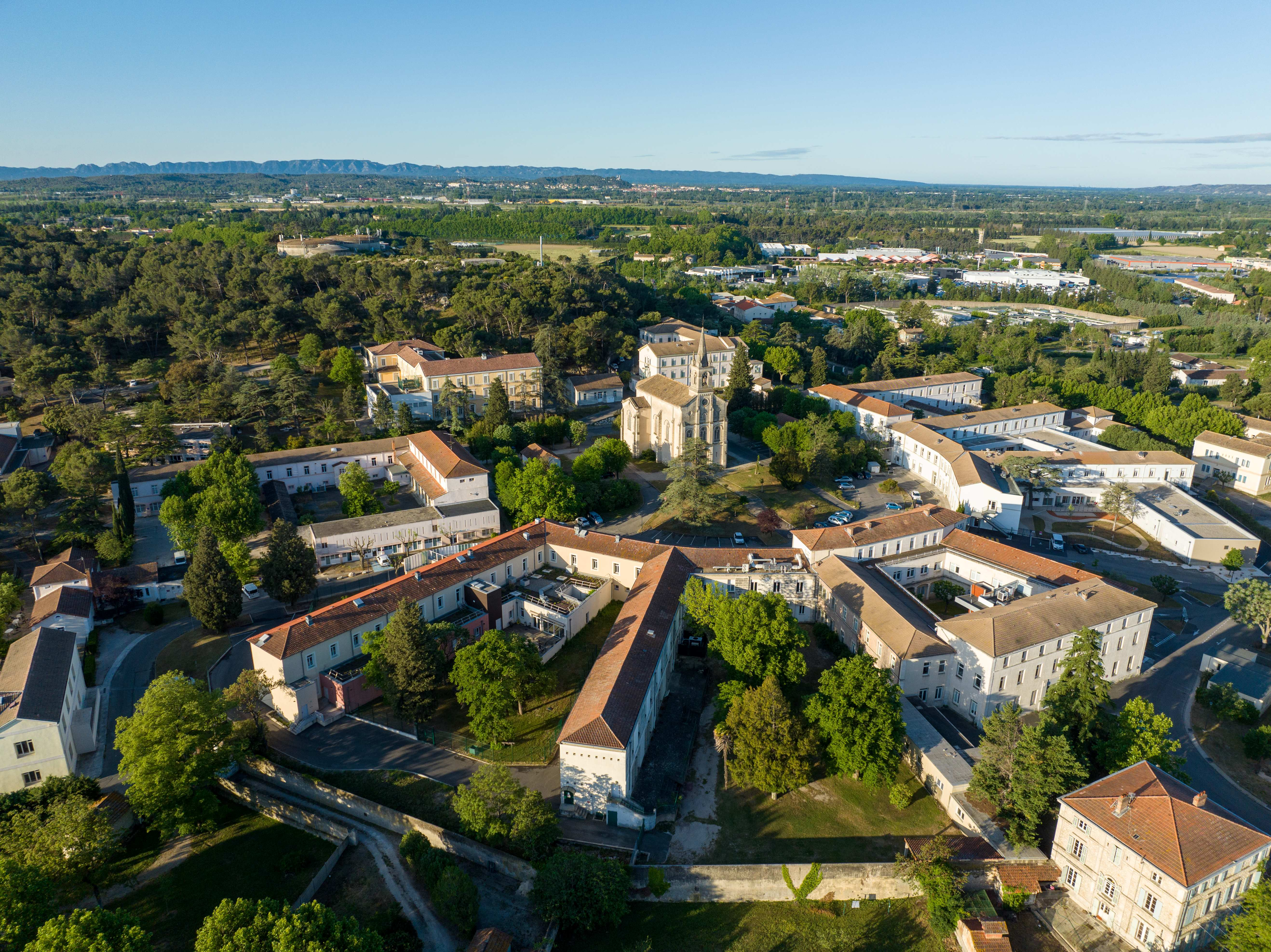
Le CHM vu du ciel

Le Centre Hospitalier Avignon Montfavet est un établissement public de santé situé à Montfavet sur la commune d'Avignon en région Provence-Alpes-Côte d'Azur.
Il dessert l'ensemble du département de Vaucluse et le nord des Bouches-du-Rhône, tant en psychiatrie générale qu'en psychiatrie infanto-juvénile.
Il gère en outre de nombreuses activités sociales et médico-sociales prenant en charge des personnes en situation de handicap (maison d'accueil spécialisée, foyer d'accueil médicalisé, foyer de vie,  foyer d'hébergement, service d'aide par le travail, institut médico-éducatif, service d'accompagnement médico-social pour adultes handicapés), ainsi que des personnes en situation de précarité (lits d'accueil médicalisé pour personnes atteintes de lourdes pathologies, halte-soins-santé, centre d'hébergement ou de réadaptation sociale).
Il dispose d'une unité pour malades difficiles dont le recrutement est national et de plusieurs services à vocation régionale (unité parents-bébés, service d'hospitalisation de jeunes enfants,  service de neuro-modulation)
Il organise les soins psychiatriques en milieu pénitentiaire dans les établissements de détention d'Avignon - Le Pontet, Tarascon et Arles. Il est la structure porteuse de la Maison des adolescents de Vaucluse.

## Présentation
Le principal site, est situé à Avignon (Vaucluse), sur l'avenue de la Pinède, dans le quartier Montfavet.
Au site de Montdevergues ont été adjoints dès la deuxième partie du XIXe siècle les domaines de Bel Air (acquis en 1867) et de Sainte-Catherine (acquis en 1875), initialement utilisés pour l'agriculture et l'approvisionnement de l'hôpital.
Il dispose d'implantations de proximité (centres médico-psychologiques, centres d'accueil thérapeutiques à temps partiel, hôpitaux de jour) à Avignon, Carpentras, Orange, Cavaillon, L'Isle-sur-la-Sorgue, Sorgues, Bollène, Vaison-la-Romaine, Apt, Valréas, Châteaurenard, Saint-Rémy-de-Provence et Sénas.
Il dispose d'un établissement annexe d'hospitalisation complète sur le site du Pôle de Santé de Carpentras (Psychiatrie Générale).
Il gère des structures d'accueil des urgences psychiatriques dans les centres hospitaliers : 
- Henri Duffaut à Avignon
- Louis Giorgi à Orange
- Carpentras
- Cavaillon
- Apt

Ainsi que des unités d'hospitalisation psychiatrique de courte durée dans les centres hospitaliers  : 
- Henri Duffaut à Avignon
- Louis Giorgi à Orange

Il dispose d'une unité pour malades difficiles dont le recrutement est national.
Il organise les soins psychiatriques en milieu pénitentiaire :
- Centre Pénitentiaire d'Avignon - Le Pontet
- Centre de Détention de Tarascon
- Maison Centrale d'Arles

Il est la structure porteuse de la Maison des Adolescents de Vaucluse et anime la Cellule d'Urgence Médico-Psychologique de Vaucluse.
Le Centre Hospitalier Avignon Montfavet , prend en charge 25 000 patients différents par an. Sa capacité d’accueil est de 1 312 lits et places répartie en 517 lits d'hospitalisation ou d'hébergement à temps complet et 795 places de temps partiel .
Il emploie environ 2 200 personnes réparties sur plusieurs sites dont une centaine de médecins, ce qui le place parmi les deux plus gros employeurs d'Avignon.
Outre les services de soin et médico-sociaux, on trouve restauration, esthétique, salons de coiffure et bibliothèque, au sein de l'hôpital.

## Le musée les Arcades
Le musée offre 150 ans d'histoire, racontant le quotidien du personnel et des patients du Centre Hospitalier Avignon Montfavet. 

### Histoire
L’ordonnance du 21 septembre 1839 autorise la Maison de santé à acquérir la principale partie du domaine de Montdevergues.
D'abord un lieu pour les convalescents, mais dès 1844, les premiers malades arrivent.
- De 1856 à 1862, création de nouveaux bâtiments[2].
- Plusieurs agrandissements fin du XIXe siècle[2].
- 1924, nouvel agrandissement et extension du domaine[2].
- 1997, création de la Maison d’Accueil Spécialisée (M.A.S)[4]
- 1999, création du Service d’Aide par le Travail (S.A.T)[4]
- 2001, création du Foyer d’Hébergement (F.H) attenant au S.A.T[4]
- 2003, création du Foyer Occupationnel (F.O)[4]
- Fin 2007, création du Centre d’Hébergement et de Stabilisation l’ANCRE[4].

### Patients célèbres

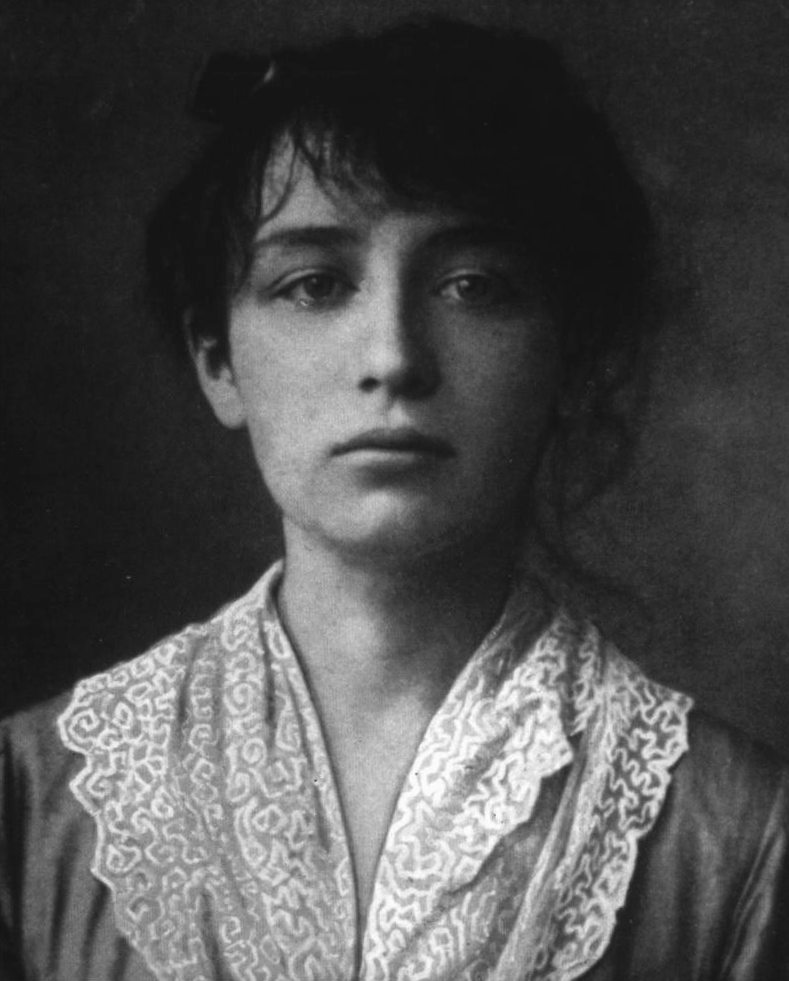
Photographie de Camille Claudel

- Camille Claudel (1864-1943), statuaire, elle aimait à se définir comme telle et c'est ce qui figurait sur ses cartes de visite, entre à l'hôpital, internée par sa famille, le 10 mars 1913 à l'Asile de Ville-Evrard et transférée à Montdevergues le douze février 1915. Elle passera dans ce qui est alors l'« asile d'aliénés de Montdevergues »[7] les trente dernières années de sa vie. Ses lettres témoignent de sa souffrance et de son isolement dans cet établissement où elle ne recevra que douze visites de son frère Paul et une de son ancienne amie anglaise au cours de laquelle la célèbre photo de Camille "Grand Mère" sera prise par le mari. Elle y meurt le 19 octobre 1943 d'un ictus apoplectique[8] (Le doute au sujet de la cause de sa mort subsiste car l'archive fiche est raturée) dans un contexte de sous-nutrition.
- Frédéric Delanglade (1907-1970), peintre surréaliste. Il y fera deux séjours, un en 1969 et un second en 1970[7] au cours duquel il s'éteindra.